# Syrinx (mythologie)
Pour les articles homonymes, voir Syrinx.
Syrinx (en grec ancien : Σῦριγξ / Sŷrinx) est une nymphe de la mythologie grecque, suivante d'Artémis et à l'origine de la flûte de Pan. Sa généalogie n'est pas connue, et elle n'apparait que dans un seul mythe, lié au dieu Pan.

## Mythe
Aimée de Pan, elle fuit les attentions du dieu, et alors qu'il était sur le point de l'attraper, elle se transforma en roseaux, sur les rives du fleuve Ladon, dans le Péloponèse. Entendant les roseaux gémir dans le vent, Pan imagina de relier les roseaux, de longueur inégale, et de les faire tenir ensemble avec de la cire d'abeille. Dans une autre version, le dieu plein de fureur, ne trouvant pas la nymphe, arrache et casse les roseaux entre ses doigts. Il comprend petit à petit ce qui s'est passé, notamment lorsque son souffle et ses soupirs animent les tuyaux de roseaux et font de la musique. Il fabriqua ainsi la première flûte de Pan, qu'il appela « Syrinx », en mémoire de la nymphe,. 
Ce mythe est l'un des seuls, avec ceux impliquant Pan et Écho, Sémélé et Pitys, où le dieu joue le rôle d'antagoniste. Le mythe insiste sur l'aspect sauvage du dieu, plein de fureur et de colère lorsqu'il découvre que la nymphe a disparu. P. Borgeaud assimile ce mythe à un « véritable meurtre ». 
Une autre légende raconte qu'on trouve prés d'Éphèse une grotte où Pan aurait déposé la première Syrinx. Cette grotte fut consacrée par Pan lui-même à Artémis, en enjoignant qu'aucune femme non vierge n'y pénètre. Cette grotte permettait de vérifier si les jeunes filles qui affirmaient être vierges l'étaient vraiment : on appelait cette vérification « le jugement de la syrinx ». On les enfermait dans la grotte, et si les sons mélodieux d'une Syrinx en sortaient, la fille disait la vérité ; après quoi, elle pouvait sortir. Dans le cas contraire, elle restait enfermée : on pouvait entendre alors ses cris, et quand on pénétrait dans la grotte après quelques jours, la fille avait disparu,,. Selon P. Borgeaud, on aurait ici une assimilation à la femme non vierge comme violée par le dieu, tandis que la musique issue de la syrinx serait « un substitut à l'accomplissement érotique », comme lorsque Pan souffla pour la première fois dans son nouvel instrument.
Le mythe de Syrinx serait apparu, ou en tout cas se serait démocratisé, vers l'époque hellénistique.

## Galerie

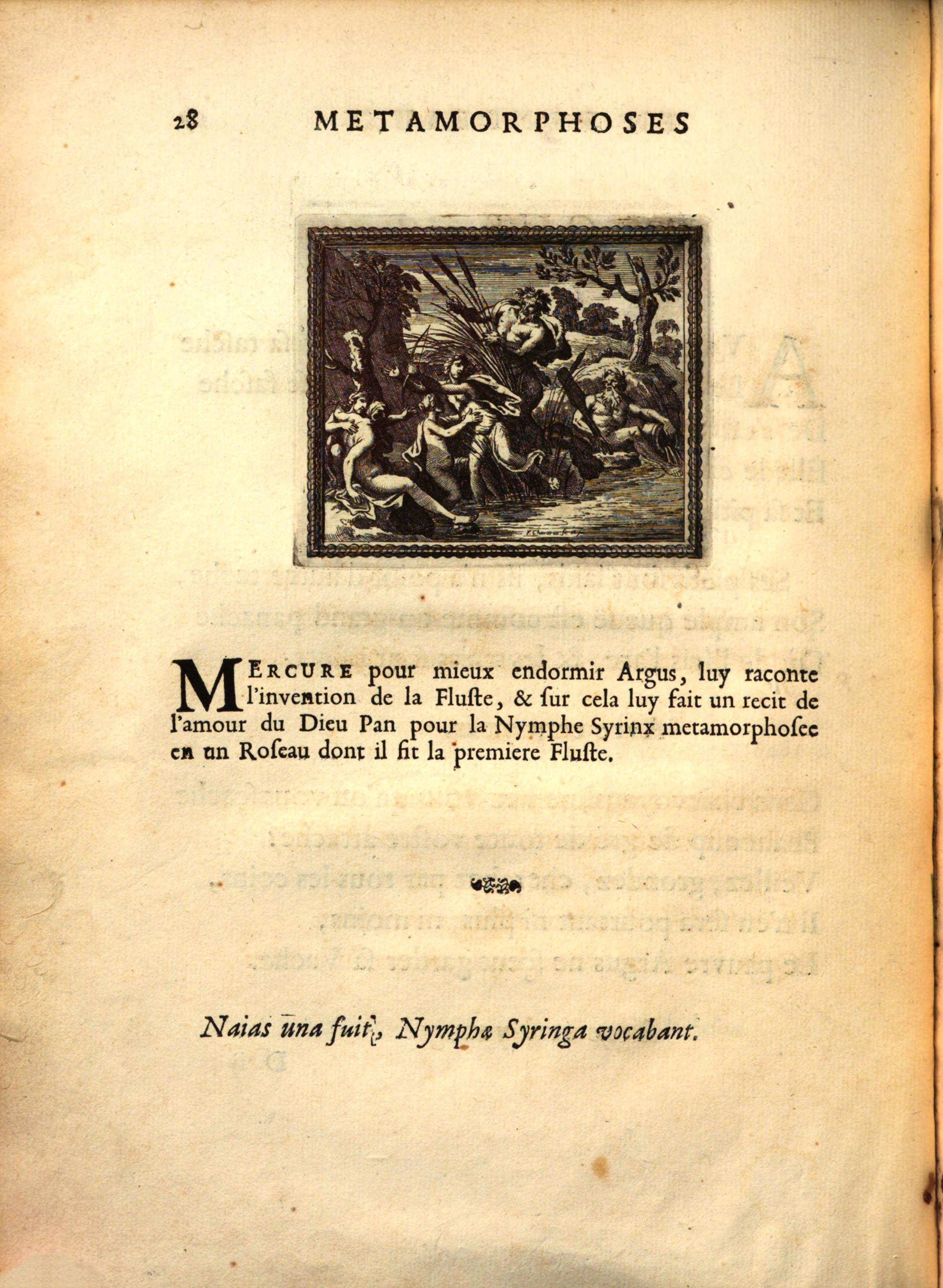
Pan découvrant la nymphe Syrinx cachée derrière des roseaux, Isaac de Benserade et Sébastien Leclerc, 1676, Académie de Lyon.
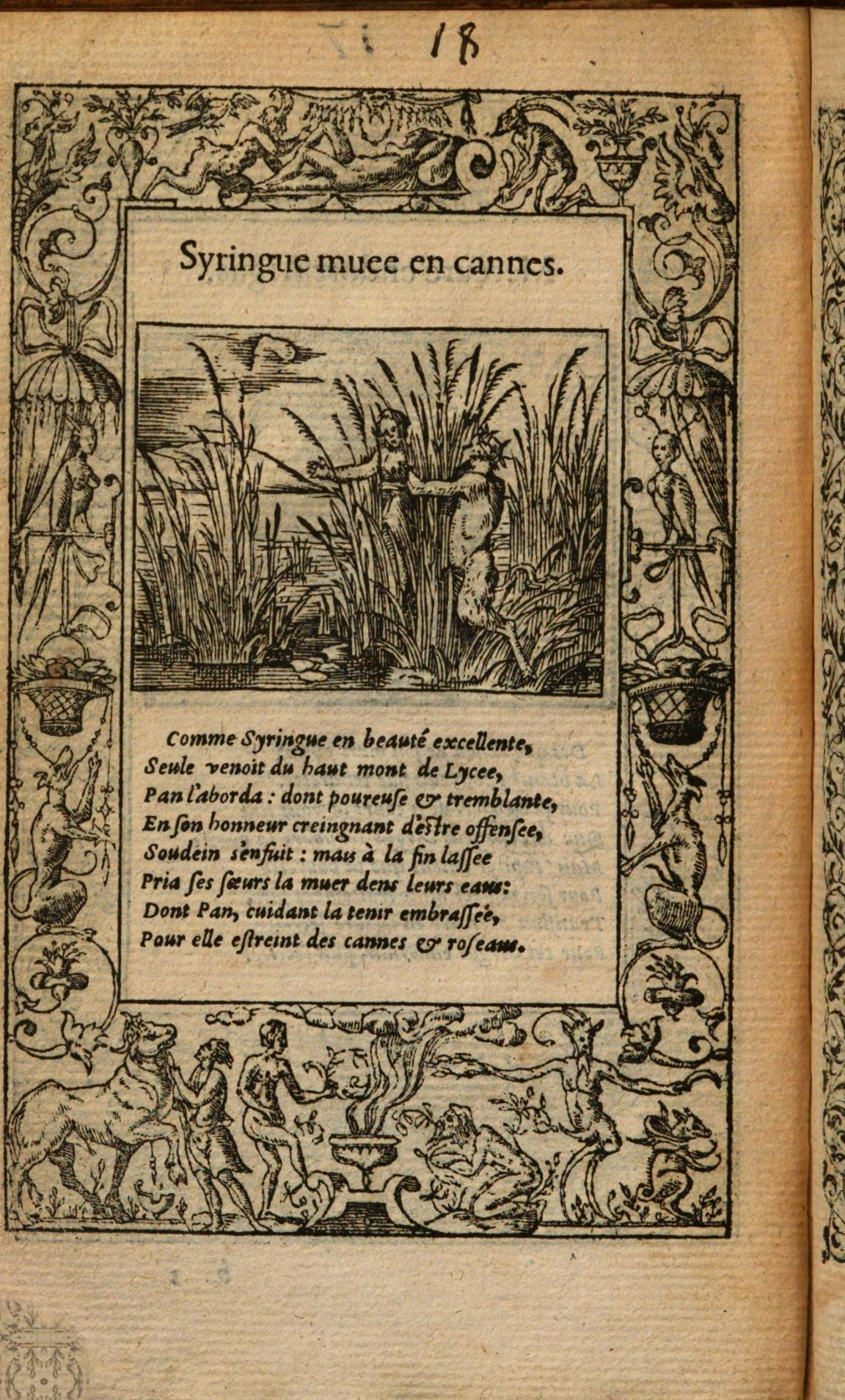
Pan et Syrinx, Bernard Salomon, 1564, Académie de Lyon.

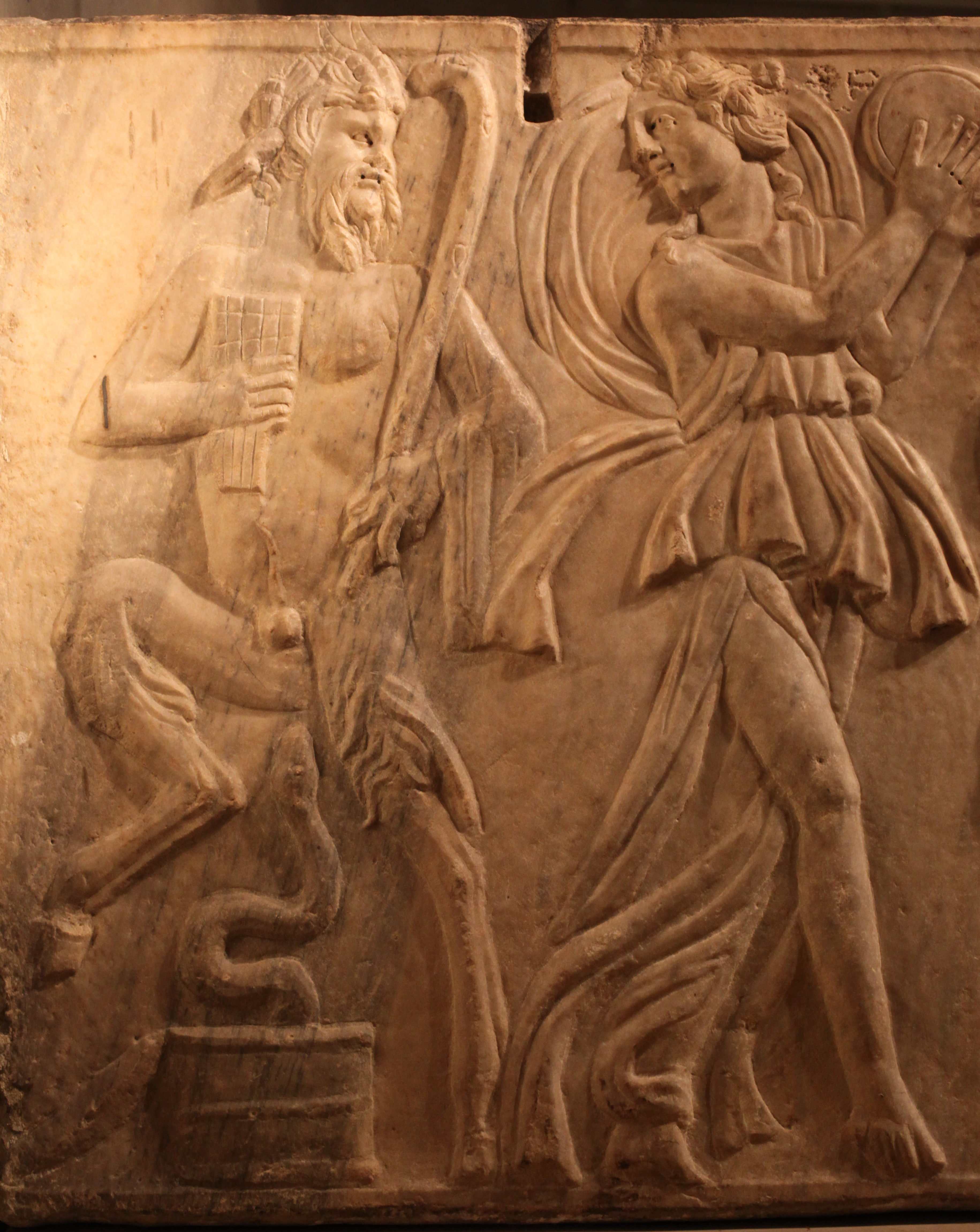
Pan tenant sa syrinx, accompagné d'une nymphe. Face latérale du Sarcophage du triomphe de Bacchus. Musée gallo-romain de Fourvière.
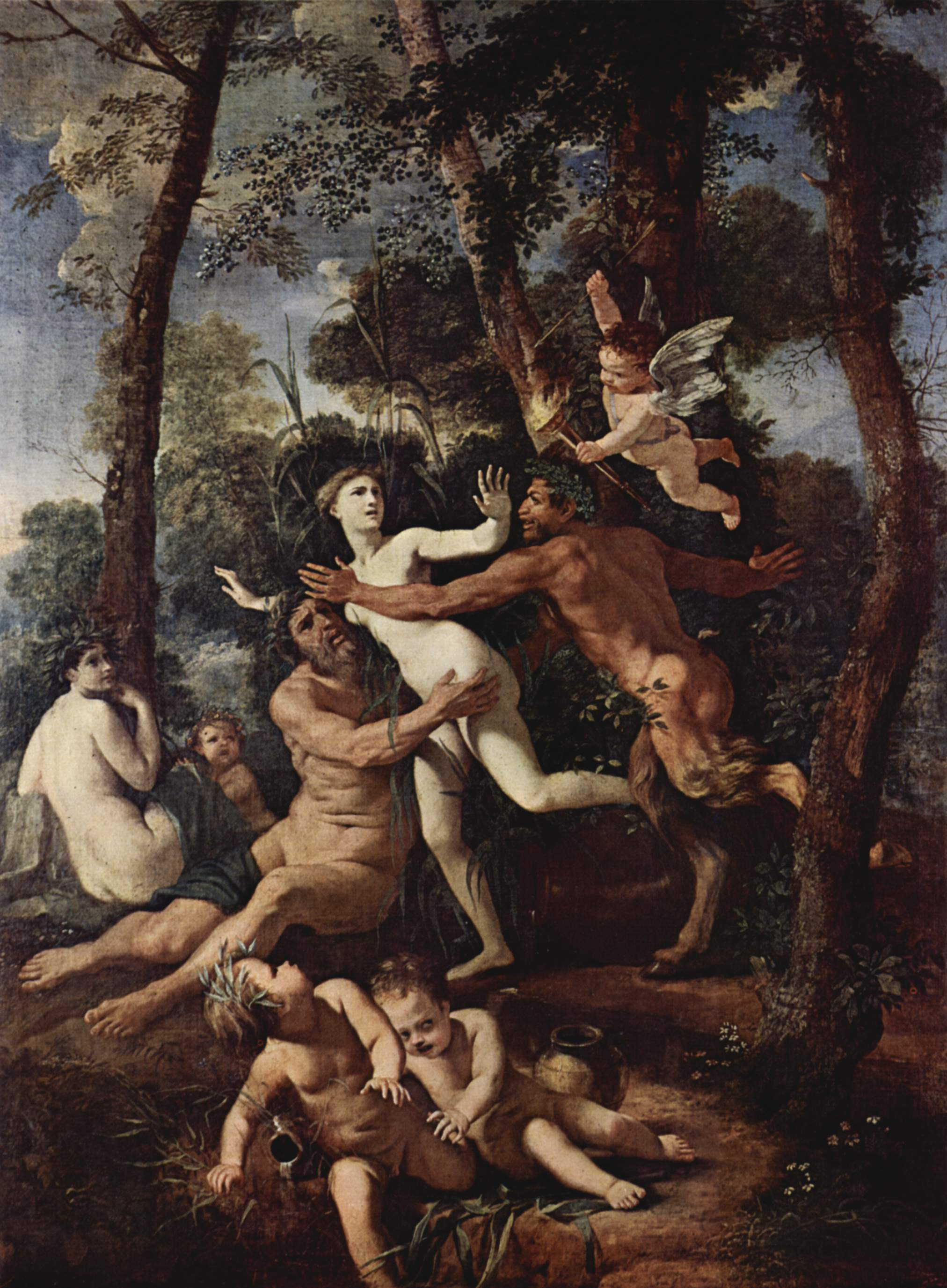
Pan et Syrinx, par Nicolas Poussin (1637).
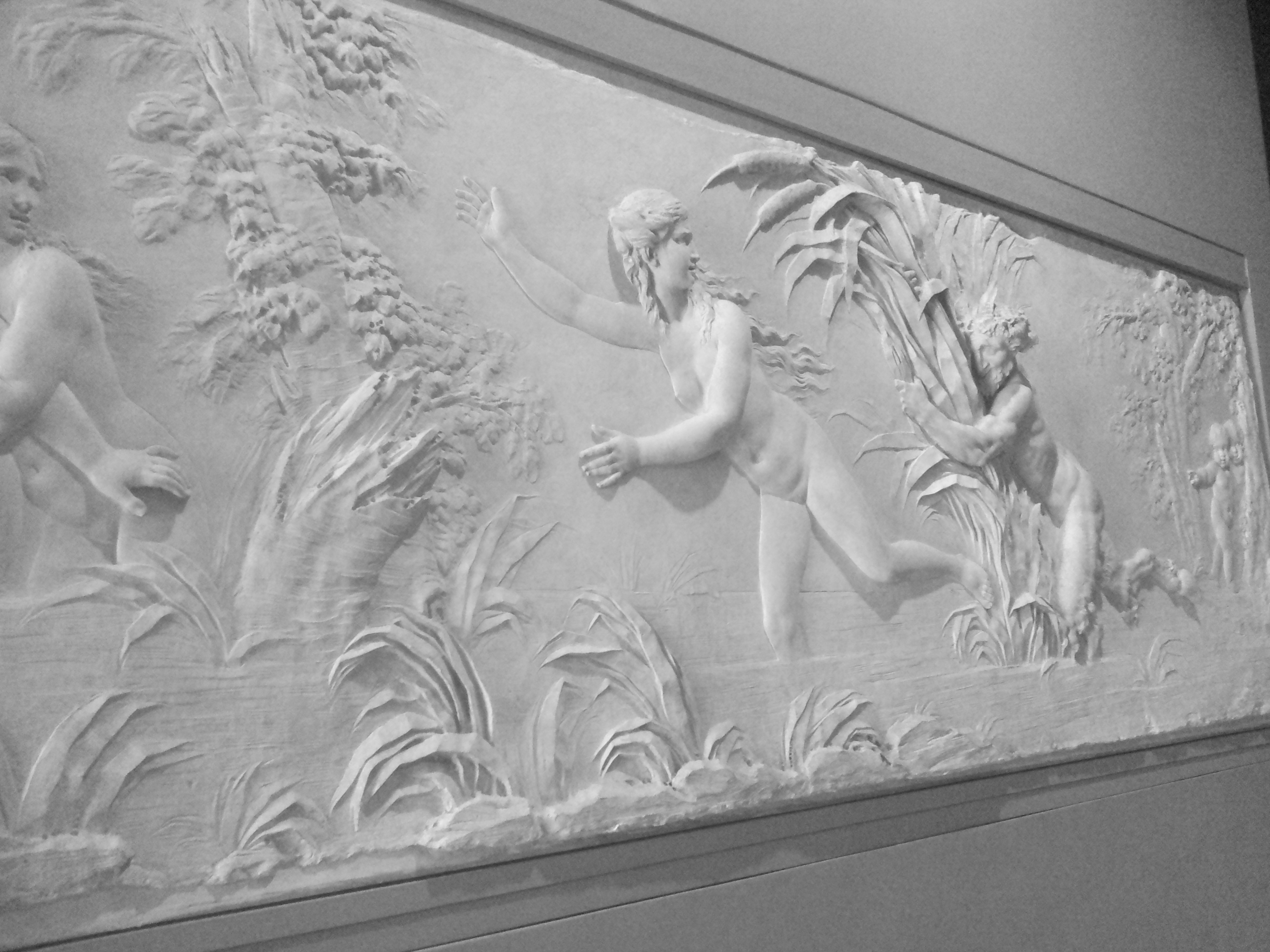
Pan poursuivant Syrinx sous le regard de l'Amour. Bas-relief de Clodion, 1782. Musée du Louvre.
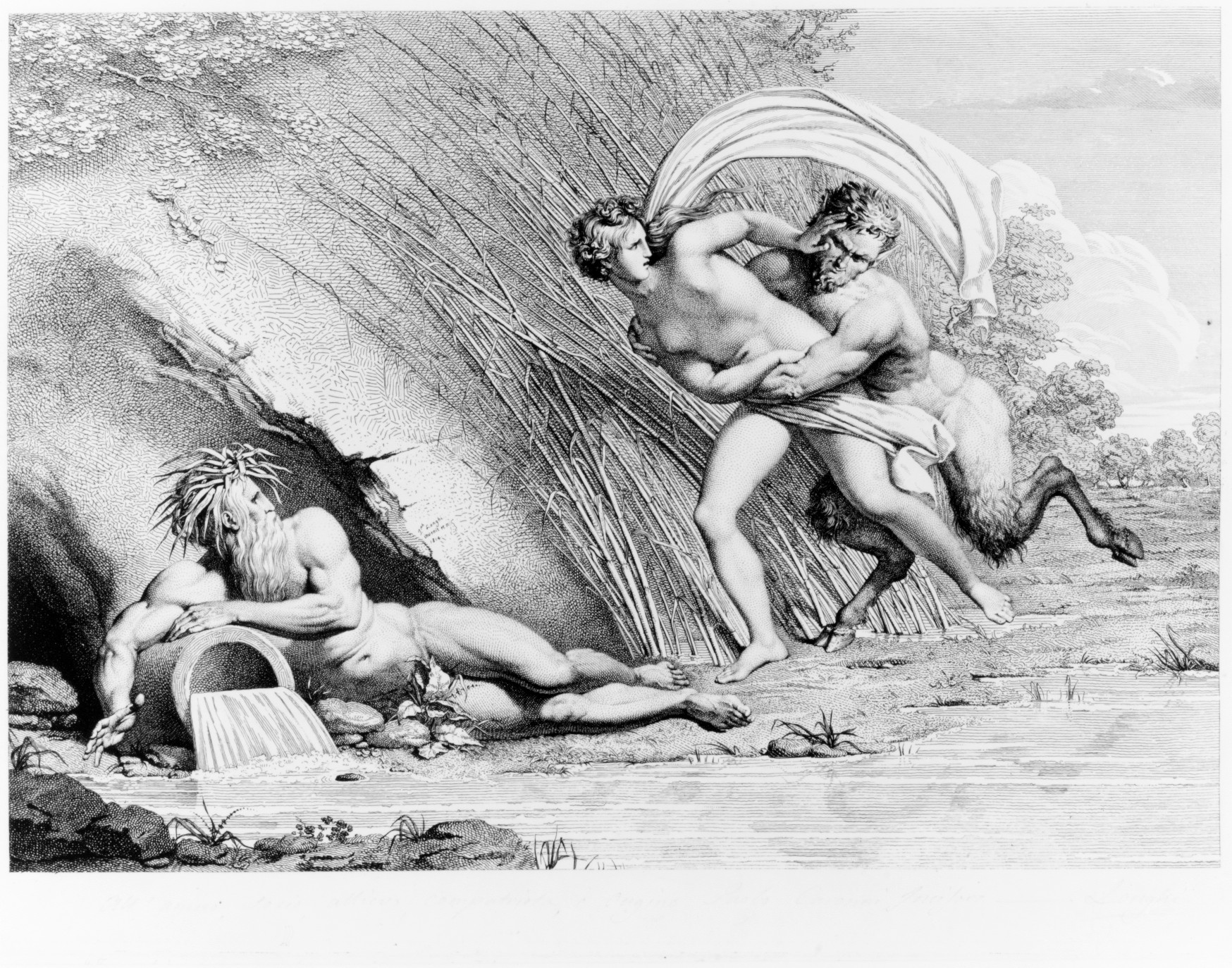
Pan et Syrinx. Gravure de Giuseppe Longhi (1766-1831), s.d. MET, New York.

## Musique
- Pan et Syrinx, cantate de Michel Pignolet de Montéclair
- Syrinx de Claude Debussy
- Pan et Syrinx , scène pastorale pour orchestre, opus 49 de Carl Nielsen
- Pan extrait des Six Metamorphoses after Ovid for Oboe Solo opus 49 de Benjamin Britten
- Daphnis et Chloé de Maurice Ravel, Pantomime, « Daphnis et Chloé miment l’aventure de Pan et de Syrinx »

## Sources
- Ovide, Métamorphoses [détail des éditions] [lire en ligne] (I, 689 et suiv.).
- Ovide, Bernard Salomon, La Métamorphose d'Ovide illustrée, 1564, (p. 18)[6].
- Ovide, Isaac de Benserade, Métamorphoses d'Ovide en rondeaux, illustration Sébastien Leclerc, 1676 (p. 28)[7].